# Breddin
Breddin est une commune allemande de l'arrondissement de Prignitz-de-l'Est-Ruppin, Land de Brandebourg.

## Géographie
La commune comprend les quartiers de Breddin, Breddin-Abbau, Damelack, Joachimshof, Sophiendorf, Voigtsbrügge.
| Kyritz    | Plattenburg |                                                     |
| Havelberg | Breddin     | Stüdenitz-Schönermark Zernitz-Lohm Neustadt (Dosse) |
|           | Havelaue    |                                                     |

Breddin se trouve sur la ligne de Berlin à Hambourg.

## Histoire
Breddin est l'un des plus grands villages de Prignitz et serait d'origine wende. Il est mentionné pour la première fois en 1273 lors de la fondation de l'église.
En 1957 Voigtsbrügge est incorporé, en 1973 Damelack et Sophienhof.

## Personnalités liées à la commune
- Rabod von Kröcher (1880-1945), cavalier né à Voigtsbrügge.
- Herbert Selle (1895-1988), colonel de la Wehrmacht.